# Landévennec
Landévennec (in bretone Landevenneg) è un comune francese di 368 abitanti situato nel dipartimento del Finistère nella regione della Bretagna. Il toponimo deriva dalla presenza di un'abbazia (il prefisso lann- è tipico dei luoghi in Bretagna sedi di centri religiosi come monasteri o abbazie).

## Geografia fisica
Landévennec è posta all'estremo est della rada di Brest, all'imboccatura del fiume Aulne e vicina al Ménez-Hom, perciò il clima è temperato e protetto dai venti. Il paese è anche circondato da un bosco con presenza di pini e macchia mediterranea qua e là.

## Storia
La fondazione di Landévennec risale probabilmente al V secolo d.C., quando profughi della Gran Bretagna si insediarono nei pressi della rada. Nello stesso secolo venne eretta l'abbazia di Landévennec, ricco scriptorium per la copiatura e la miniatura di antichi testi. Altre attività si basavano su un sistema di traghetti attraverso l'Aulne verso Argol e Le Faou.
Dal XVII al XIX secolo Landévennec ospitò una parte della marina militare francese, e nel 1840 Napoleone III fece costruire il cimitero navale per le navi in disarmo della flotta francese, in funzione ancora oggi. Landévennec è ora un luogo frequentato da turisti per le attrattive del clima mite e delle vestigia dell'abbazia; nel territorio sono presenti alcune strutture di ospitalità e sentieri panoramici.

## Monumenti e luoghi d'interesse
- Abbazia di Landévennec

## Società

### Evoluzione demografica
Abitanti censiti